# Lista negra (telenovela)
Lista negra es una telenovela producida por Francisco Burillo para Televisa en 1986. Fue protagonizada antagónicamente por Eduardo Palomo y como protagonista femenina tuvo a Luz María Jerez.

## Argumento
Hugo Lauri es un reportero que investiga el asesinato de una mujer mientras viajaba a bordo del lujoso yate "Ulises". Diez años antes, el yate salió de Puerto Vallarta con gran cantidad de pasajeros ricos. El viaje inicial del "Ulises" pretendía iniciar un negocio de viajes turísticos con los pasajeros del yate como potenciales clientes. Sin embargo, la tranquilidad del viaje terminó cuando Nora Capelli, una muchacha a bordo cayó al mar y se ahogó. A pesar de que las circunstancias de su muerte estuvieron rodeadas de misterio, la policía cerró el caso y lo archivó como un trágico accidente. Ahora, Hugo está decidido a aclarar el caso. Sin embargo, varias personas ricas e influyentes empiezan a morir, y Hugo descubre que todas estas personas eran pasajeras a bordo del "Ulises".

## Elenco
- Eduardo Palomo - Hugo Lauri
- Luz María Jerez - Violeta
- Enrique Rocha - Daniel
- Magda Guzmán - Angélica
- Juan Antonio Edwards - Simón
- Tony Carbajal - Pablo
- Lilia Michel - Leonora
- Rolando de Castro Sr. - Octavio
- Sandra Félix
- Gerardo Murguía
- Emma Teresa Armendáriz - Doña Trini
- Jorge Mateos - Don Joaquín
- Claudia Ramírez - Nora Capelli
- Héctor Sáez - César
- Edith González - Mary
- Jorge Fink - Chano
- Miguel Priego - Ricardo
- Mauricio Davison - Teodoro
- Karla Lárraga - Blanca
- Cristina Peñalver - Mercedes
- Gilberto Macín
- Javier Ernez
- Pedro Zavala - Agustín Roel

## Premios y nominaciones

### Premios TVyNovelas 1987
| Categoría                  | Nominado(a)     | Resultado |
| -------------------------- | --------------- | --------- |
| Mejor actriz experimentada | Lilia Michel    | Nominada  |
| Mejor actor experimentado  | Tony Carbajal   | Nominado  |
| Mejor actor joven          | Eduardo Palomo  | Nominado  |
| Mejor revelación femenina  | Claudia Ramírez | Nominada  |